# Copa México 1948-49

## 1ª Ronda
Esta primera ronda se jugó los días 1 y 4 de julio. El Club San Sebastián de León participó hasta la siguiente ronda.
| Equipo 1                   | Resultado | Equipo 2      |
| -------------------------- | --------- | ------------- |
| Club Deportivo Marte       | 2-4       | Atlante       |
| CD Oro                     | 5–3       | Asturias F.C. |
| Real Club España           | 4–1       | Club América  |
| Atlas                      | 3–0       | Guadalajara   |
| Puebla FC                  | 3–5       | Veracruz      |
| Moctezuma de Orizaba       | 2–1       | ADO           |
| Club San Sebastián de León | 1–2       | Club León     |

## Cuartos de final
Los cuartos de final se jugaron el 28 y 31 de julio.
| Equipo 1  | Resultado | Equipo 2             |
| --------- | --------- | -------------------- |
| Atlante   | 2-1       | Real Club España     |
| Atlas     | 2–1       | CD Oro               |
| Club León | 3-1       | Tampico              |
| Veracruz  | 2–0       | Moctezuma de Orizaba |

## Semifinales
Las semifinales se jugaron el 7 de agosto.
| Equipo 1 | Resultado | Equipo 2  |
| -------- | --------- | --------- |
| Atlante  | 3-2       | Veracruz  |
| Atlas    | 1-2       | Club León |

## Final
La final se jugó el 25 de julio.
| 15 de Agosto                               | Atlante | 0 - 3 | Club León | Ciudad de los Deportes, Ciudad de México |  |
| Club León gana la final del torneo de copa |         |       |           |                                          |  |

|                              |
| Campeón Club León 1.o título |

| Predecesor: 1947/48 | Temporadas de la Copa de México 1948/49 | Sucesor: 1949/50 |

## Datos
- México - Estadísticas del Torneo de Copa 1947/1948 en México. (RSSSF)

- Datos: Q4566189